# Teodomiro Leite de Vasconcelos
Teodomiro Alberto Azevedo Leite de Vasconcelos (Arcos de Valdevez, Portugal, 4 août 1944-Johannesburg, Afrique du Sud, 29 janvier 1997) était un écrivain et journaliste mozambicain, membre de l'Association des écrivains mozambicains (AEMO).

## Biographie
En 1945, il s'établit au Mozambique où acquit la nationalité plus tard. Il passa son enfance à Beira et étudia les sciences sociales à Lourenço Marques. Il travailla pour Rádio do Aeroclube da Beira et Rádio Clube de Moçambique, et en 1972, il s'installa au Portugal à cause de sa position contre le régime colonial. Là, il travailla pour Rádio Renascença.
Après l'indépendance mozambicaine en 1975, il rentra au Mozambique et travailla pour la radio et pour diverses publications. De plus, il travailla comme professeur, acteur et commentateur politique. De 1981 à 1988, il fut directeur de la Rádio Moçambique.

## Œuvres
- Irmão do Universo, Maputo, Associação dos Escritores Moçambicanos, 1994
- Resumos, Insumos e Dores Emergentes, Maputo, Associação dos Escritores Moçambicanos, 1997
- Pela Boca Morre o Peixe, Maputo, Associação dos Amigos de Leite de Vasconcelos, 1999
- As Mortes de Lucas Tadeu, Coimbra, Cena Lusófona, 2000 -
- A Nona Pata da Aranha, Maputo, Promédia, 2004

Fernando Vendrell utilisa son histoire O Gotejar da Luz pour un film en 2001.